# Marina Kereklidou
Marina Kereklidou (Estocolmo), es estilista y diseñadora sueco. 
Estudió en la Escuela Superior de Diseño Beckmans.
Muchos la consideran la mejor vestida del país y vive en Estocolmo con su familia.

 
Kereklidou es la directora creativa de las tiendas óptica Synsam una de las más grandes de Suecia y también una estilista personal de los nombres más importantes de la música sueca.
Es guía personal de los lugares más elegantes de la capital sueca; como en el Museo Nórdico.

## Filmografía
Diseñadora de vestuario de:
- 2001, Cobra (Kobra)
- 2002, Ciudadano fantasma (Citizen Ghost)
- 2003, Mejor forma (Bästa formen)